# Keusche Susanna (Les Iffs)

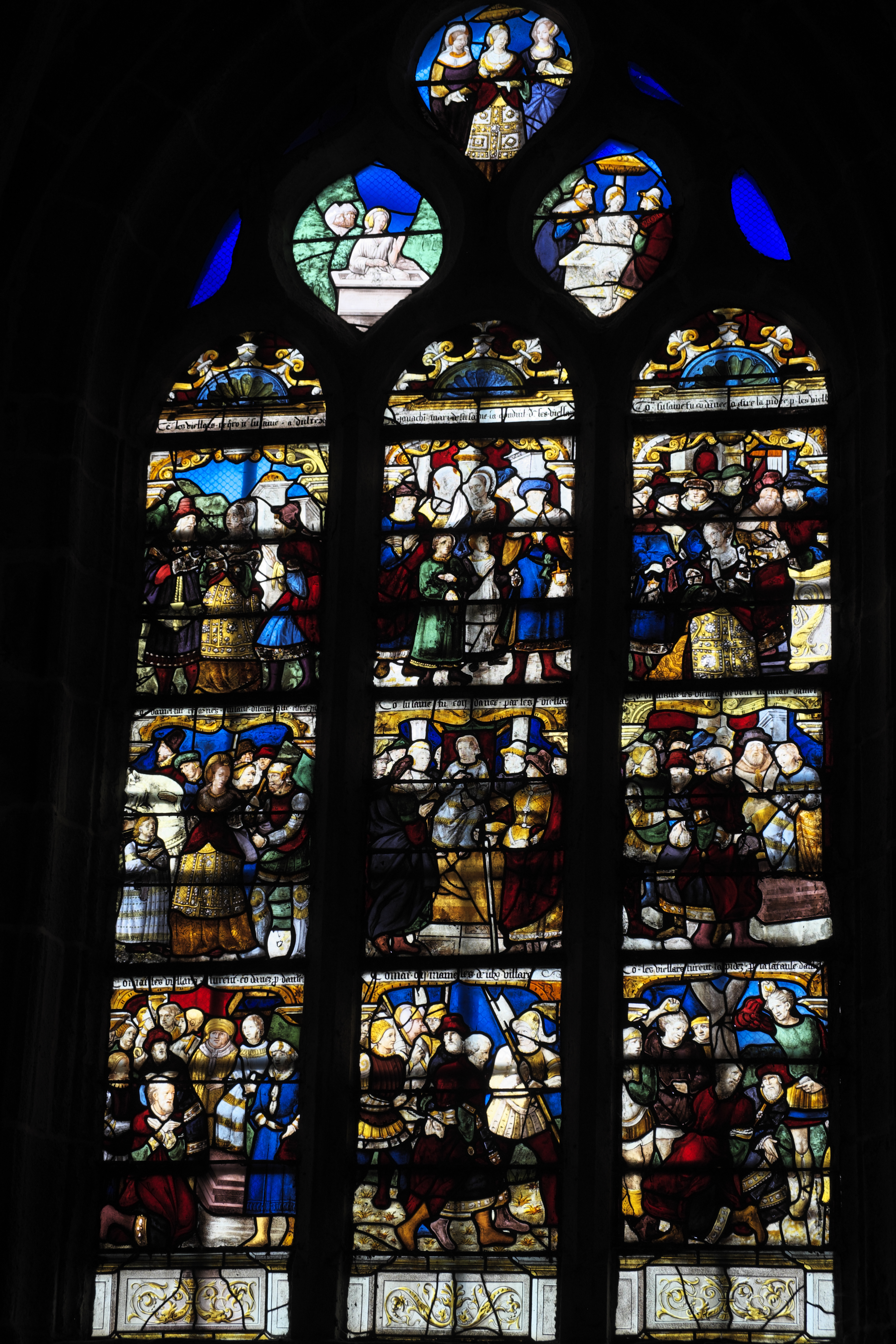
Fenster Keusche Susanna in Les Iffs

Das Fenster Keusche Susanna in der katholischen Pfarrkirche St-Ouen in Les Iffs, einer französischen Gemeinde im Département Ille-et-Vilaine in der Region Bretagne, wurde um 1550 geschaffen. Das Bleiglasfenster wurde 1906 als Monument historique in die Liste der geschützten Objekte (Base Palissy) in Frankreich aufgenommen.
Das vier Meter hohe und 1,90 Meter breite Fenster im Chor wurde im Atelier von Michel Bayonne in Rennes geschaffen, das viele Kirchenfenster in der Region schuf.
Das Fenster stellt die biblische Geschichte der Susanna im Bade dar. Über den Szenen sind erklärende Texte angebracht.
Neben diesem Fenster sind noch acht weitere Fenster aus der Zeit der Renaissance in der Kirche erhalten (siehe Navigationsleiste).

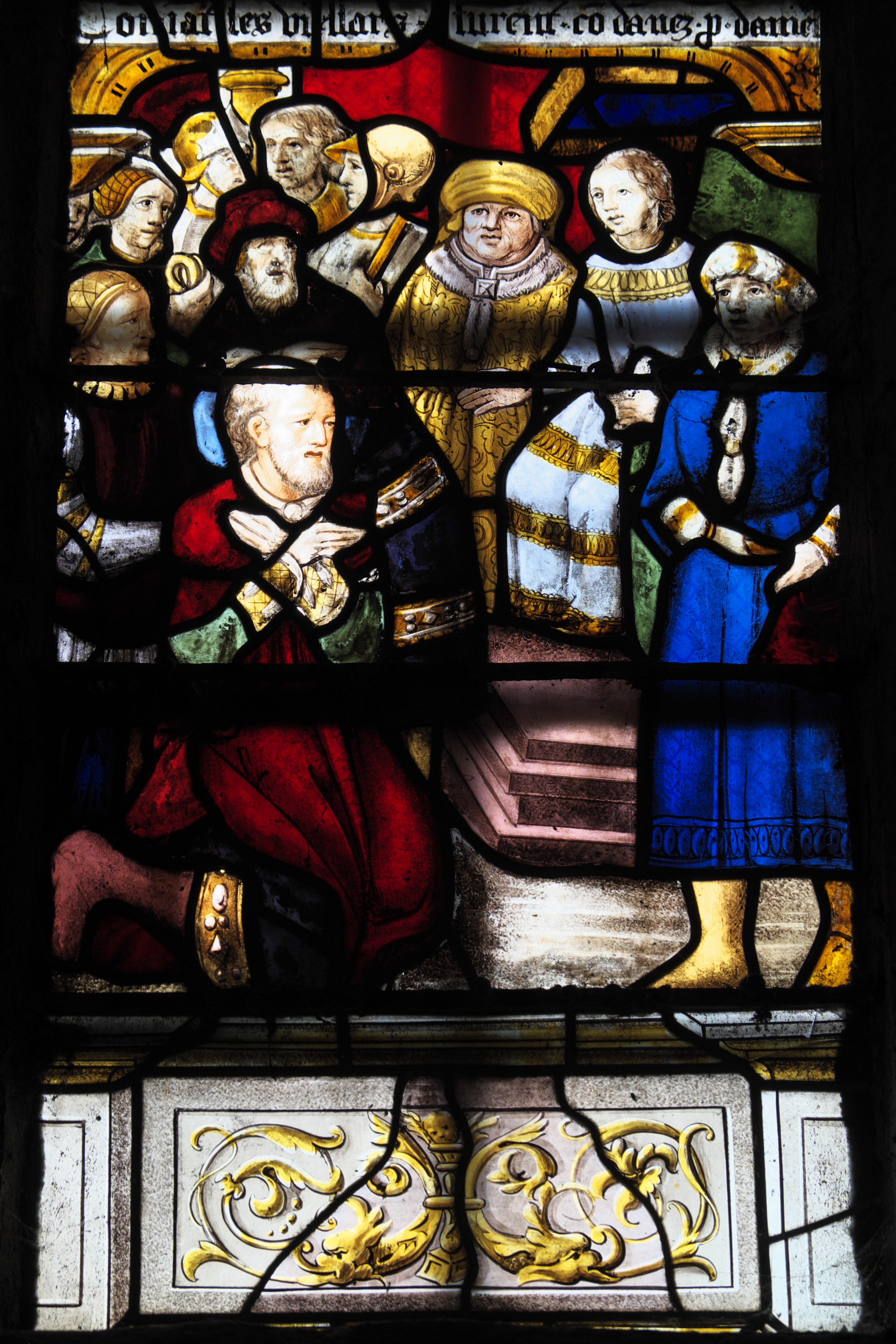
Susanna und die Greise
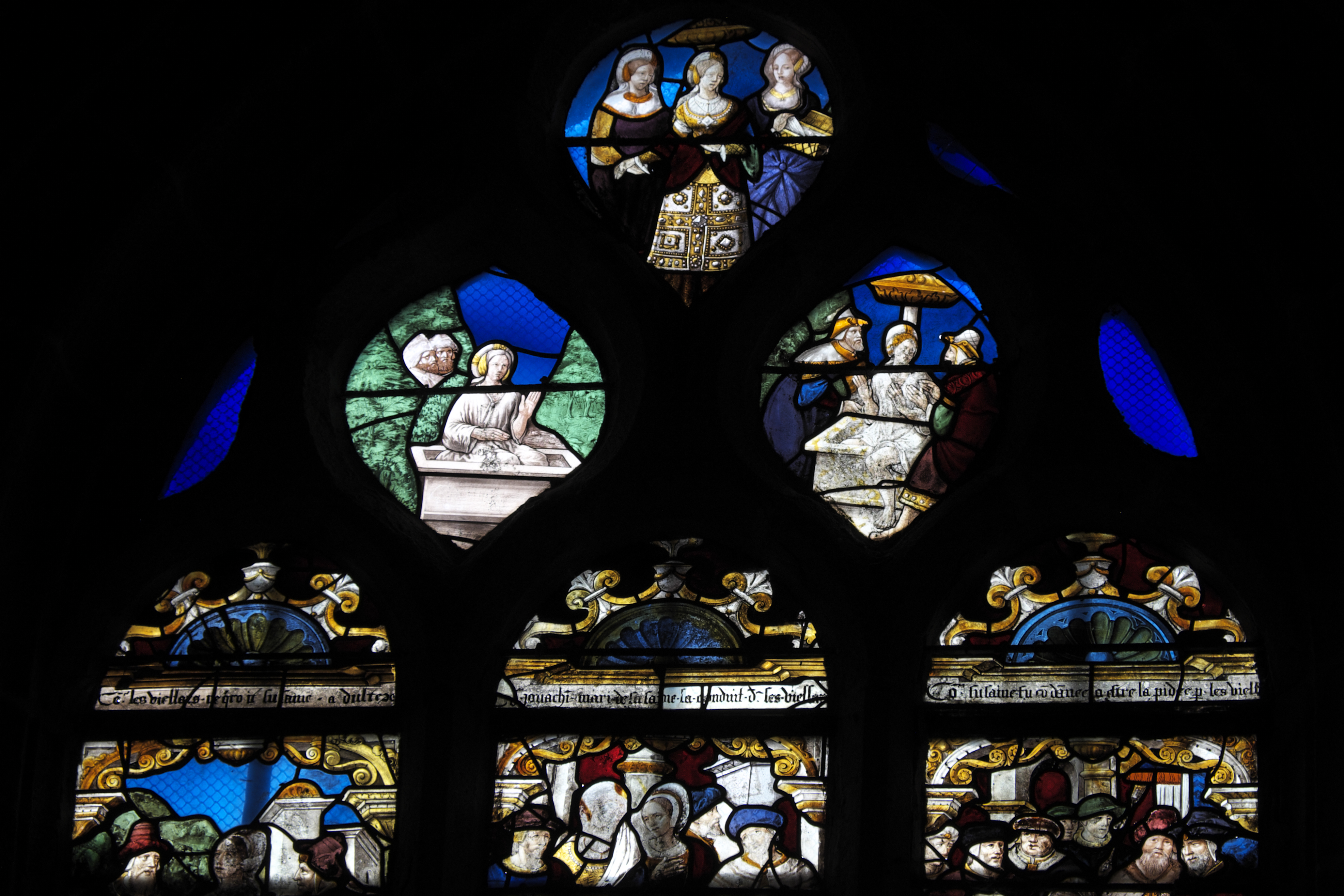
Maßwerk